# Vladimir Marković
Vladimir Marković (Daruvar, 1939.), hrvatski akademik.

## Životopis
Redoviti je član Hrvatske akademije znanosti i umjetnosti.